# Harwell Computer

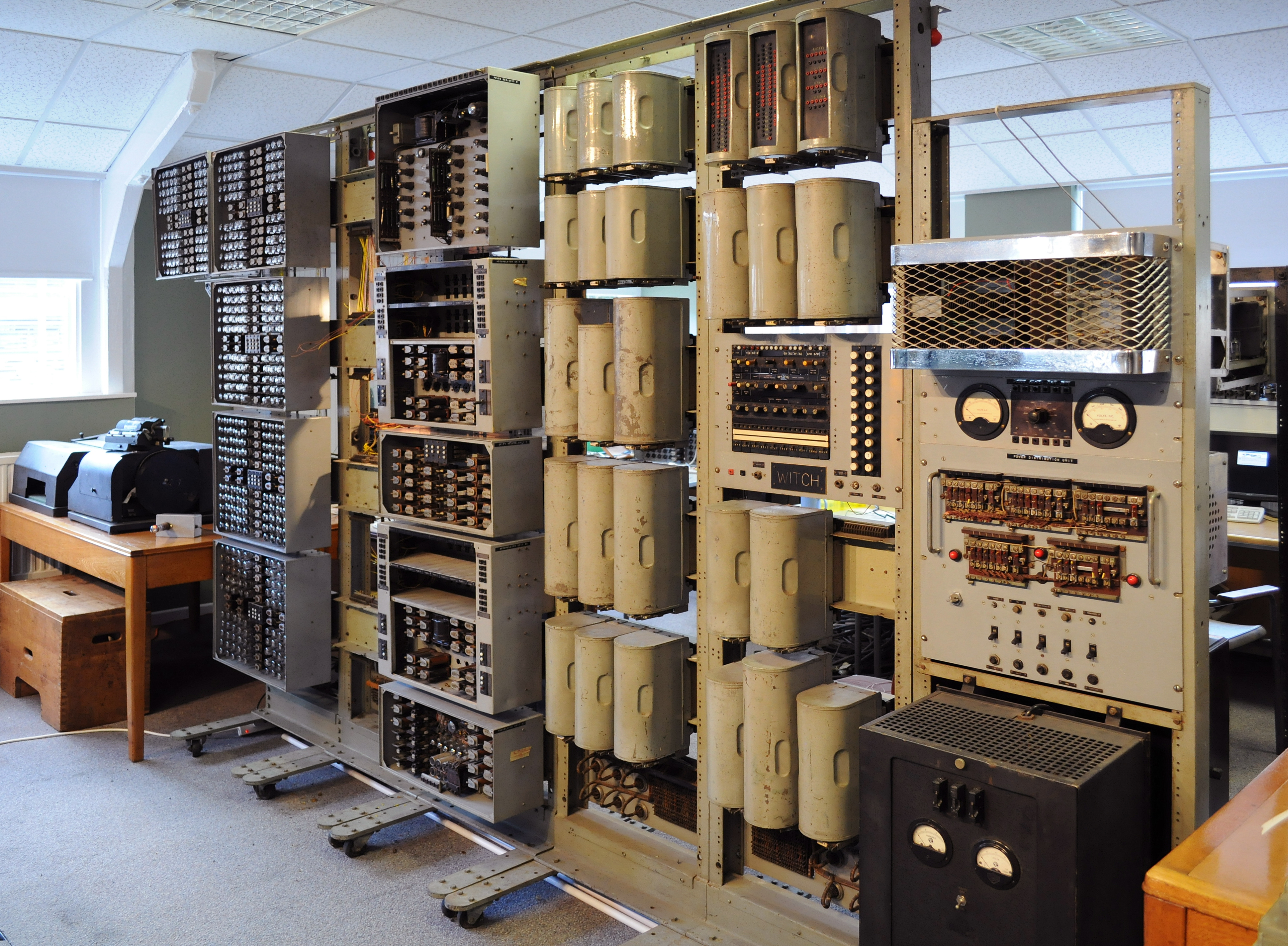
Der Harwell Computer während seiner Restaurierung im British National Museum of Computing

Der Harwell Computer, auch bekannt als Harwell Dekatron Computer, später als Wolverhampton Instrument for Teaching Computing from Harwell (WITCH), ist ein 1951 in Betrieb genommener britischer Großrechner. Nach dreijähriger Restaurierung ist er seit 2012 wieder betriebsbereit und somit der älteste noch funktionierende elektronische Computer der Welt. Der Computer nutzt Relais für das Rechenwerk sowie Zählröhren.

## Geschichte

### Atomenergieforschung
Der zweieinhalb Tonnen schwere Großrechner wurde ab 1949 für das “Atomic Energy Research Establishment” in Harwell, Oxfordshire, gebaut. Zu den drei Entwicklern in der Elektronik-Abteilung von Harwell gehörten Edward (Ted) Cooke-Yarborough und Robert (Dick) Barnes, die auch noch die Rekonstruktion des Rechners erlebten. Er ging erstmals 1951 in Betrieb. Bereits 1957 wurde er als veraltet ausgemustert.

### Lehrmittel
Nach einem Hochschulwettbewerb kam der Computer an das “Wolverhampton and Staffordshire Technical College” (woraus später die University of Wolverhampton wurde), wo er bis 1973 als Lehrmittel im Informatikfachbereich eingesetzt wurde. Hier bekam die Maschine den Namen “WITCH” (deutsch: „Hexe“) für “Wolverhampton Instrument for Teaching Computing from Harwell”.

### Science and Industry Museum
Zum zweiten Mal als überaltert ausgemustert, kam WITCH 1973 ins “Museum of Science and Industry” in Birmingham. Als dieses Museum 1997 schloss, wurde WITCH zerlegt und bis auf weiteres eingelagert.

### National Museum of Computing
Kevin Murell vom National Museum of Computing in Bletchley Park entdeckte 2009 zufällig Teile des Computers auf einem Foto. Unter der Leitung von Delwyn Holroyd wurden die Einzelteile restauriert und wieder zusammengebaut. Am 20. November 2012 wurde WITCH vor einem interessierten Publikum – darunter einige der Konstrukteure und Mitglieder des ursprünglichen Bedienpersonals – wieder in Betrieb gesetzt.

## Technische Einzelheiten

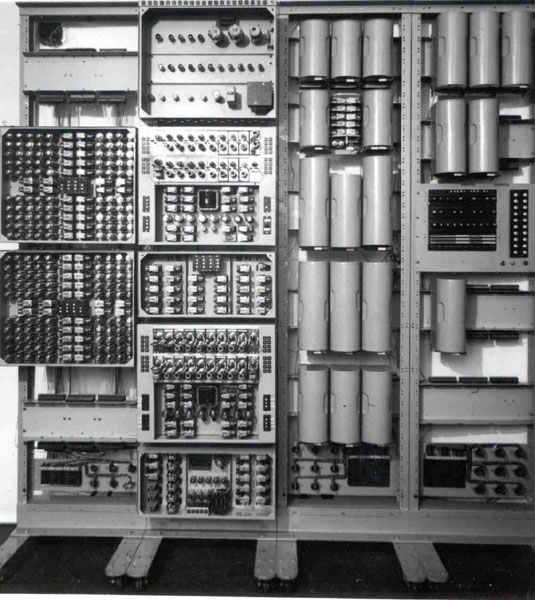
Front-Ansicht (Ausschnitt)

Der Harwell Computer wurde von der Electronics Division des „Atomic Energy Research Establishment“ entworfen und gebaut. Sein Arbeitsspeicher bestand aus zunächst 20, später 40 achtstelligen Dekatron-Registern, daher der bisweilen verwendete Name “Harwell Dekatron Computer”. Zahlen wurden nicht binär, sondern dezimal gespeichert. Die Eingabe erfolgte über Lochstreifen, die Ausgabe über einen Fernschreiber oder ebenfalls auf Lochstreifen.
Der Harwell Computer war nicht besonders schnell, weil das Rechenwerk mit Relais, also elektromechanisch, arbeitete. Er brauchte bis zu zehn Sekunden, um zwei Zahlen zu multiplizieren. In Tests gelang es sogar einigen Menschen, eine Weile beim Multiplizieren mit dem Computer Schritt zu halten. Aber er war sehr zuverlässig und konnte über Tage hinweg ohne Probleme durcharbeiten. Er wurde durch einen Rechner auf Transistorbasis abgelöst, den Harwell CADET.
Er konnte zwar gelegentlich als stored program Computer im Sinn der Von-Neumann-Architektur genutzt werden, das war aber nicht seine gewöhnliche Arbeitsweise.